# Dipaenae romani
Dipaenae romani är en fjärilsart som beskrevs av Felix Bryk 1953. Dipaenae romani ingår i släktet Dipaenae och familjen björnspinnare. Inga underarter finns listade i Catalogue of Life.